# Bazoges-en-Paillers
Bazoges-en-Paillers és un municipi francès situat al departament de Vendée i a la regió de País del Loira. L'any 2007 tenia 990 habitants.

## Demografia

### Població
El 2007 la població de fet de Bazoges-en-Paillers era de 990 persones. Hi havia 380 famílies de les quals 92 eren unipersonals (50 homes vivint sols i 42 dones vivint soles), 113 parelles sense fills, 150 parelles amb fills i 25 famílies monoparentals amb fills.
La població ha evolucionat segons el següent gràfic:
Habitants censats

### Habitatges
El 2007 hi havia 430 habitatges, 387 eren l'habitatge principal de la família, 12 eren segones residències i 31 estaven desocupats. 417 eren cases i 9 eren apartaments. Dels 387 habitatges principals, 301 estaven ocupats pels seus propietaris, 81 estaven llogats i ocupats pels llogaters i 5 estaven cedits a títol gratuït; 1 tenia una cambra, 18 en tenien dues, 75 en tenien tres, 119 en tenien quatre i 174 en tenien cinc o més. 324 habitatges disposaven pel capbaix d'una plaça de pàrquing. A 170 habitatges hi havia un automòbil i a 198 n'hi havia dos o més.

### Piràmide de població
La piràmide de població per edats i sexe el 2009 era:
| Homes | Edats   | Dones |
| ----- | ------- | ----- |
| 0     | 95 o +  | 0     |
| 0     | 90 a 94 | 4     |
| 0     | 85 a 89 | 12    |
| 4     | 80 a 84 | 0     |
| 20    | 75 a 79 | 20    |
| 12    | 70 a 74 | 32    |
| 24    | 65 a 69 | 12    |
| 12    | 60 a 64 | 24    |
| 20    | 55 a 59 | 12    |
| 28    | 50 a 54 | 16    |
| 28    | 45 a 49 | 24    |
| 32    | 40 a 44 | 40    |
| 40    | 35 a 39 | 16    |
| 28    | 30 a 34 | 36    |
| 40    | 25 a 29 | 32    |
| 48    | 20 a 24 | 28    |
| 36    | 15 a 19 | 20    |
| 28    | 10 a 14 | 12    |
| 36    | 5 a 9   | 20    |
| 16    | 0 a 4   | 28    |

## Economia
El 2007 la població en edat de treballar era de 661 persones, 557 eren actives i 104 eren inactives. De les 557 persones actives 518 estaven ocupades (306 homes i 212 dones) i 39 estaven aturades (10 homes i 29 dones). De les 104 persones inactives 34 estaven jubilades, 38 estaven estudiant i 32 estaven classificades com a «altres inactius».

### Ingressos
El 2009 a Bazoges-en-Paillers hi havia 413 unitats fiscals que integraven 1.072,5 persones, la mediana anual d'ingressos fiscals per persona era de 16.613 €.

### Activitats econòmiques
Dels 31 establiments que hi havia el 2007, 1 era d'una empresa extractiva, 2 d'empreses de fabricació d'altres productes industrials, 9 d'empreses de construcció, 5 d'empreses de comerç i reparació d'automòbils, 1 d'una empresa de transport, 2 d'empreses d'hostatgeria i restauració, 3 d'empreses financeres, 5 d'empreses de serveis i 3 d'empreses classificades com a «altres activitats de serveis».
Dels 12 establiments de servei als particulars que hi havia el 2009, 2 eren tallers de reparació d'automòbils i de material agrícola, 3 paletes, 2 guixaires pintors, 1 fusteria, 1 electricista, 1 empresa de construcció i 2 perruqueries.
L'únic establiment comercial que hi havia el 2009 era una botiga de menys de 120 m².
L'any 2000 a Bazoges-en-Paillers hi havia 17 explotacions agrícoles que ocupaven un total de 770 hectàrees.

## Equipaments sanitaris i escolars
El 2009 hi havia una escola elemental.

## Poblacions més properes
El següent diagrama mostra les poblacions més properes.